# Ocimum
Ocimum L. è un genere di piante aromatiche che comprende circa 35 specie di erbe e arbusti, annuali e perenni, della famiglia delle Lamiaceae (o Labiatae), native delle regioni calde e tropicali del vecchio mondo.
Tra di esse, una delle più importanti erbe per uso culinario è il basilico (Ocimum basilicum), tipico della cucina italiana nelle sue cultivar come il Basilico Genovese, ingrediente base del pesto genovese.
In India, il basilico sacro (Ocimum tenuiflorum) è un'erba sacra che non viene molto usata per propositi gastronomici. Conosciuta come Tulsi, la pianta è ritenuta cara a Visnù in alcune sezioni dello Vaishnavismo. Un infuso preparato con le sue foglie viene utilizzato come rimedio per combattere il freddo.
Il basilico americano (Ocimum americanum) è, a dispetto del suo nome, originario dell'Africa tropicale.
Il basilico thai è una cultivar, principalmente O. basilicum var. thyrsiflora adoperata comunemente nella cucina thailandese e di tutto il sud-est asiatico per il forte sapore, simile all'anice, che conferisce al curry verde, a varie fritture come il tipico pollo fritto, e ad altre pietanze. Nella stessa cucina viene peraltro utilizzato anche l'O. tenuiflorum.
In natura, le specie di Ocimum  sono usate come fonte di cibo anche dalle larve di alcuni Lepidotteri, come l'Endoclita malabaricus.